# Rovnovážný stav
Rovnovážný stav je takový stav termodynamického systému, kdy neprobíhají žádné toky extenzivních veličin, např. tepla, hmoty, energie, náboje. Intenzivní veličiny často bývají v tomto případě v celém systému stejné, např. gradient teploty by způsobil tok tepla, což by bylo v rozporu s tím, že se jedná o rovnovážný stav. Rovnovážný stav za přítomnosti vnějšího pole (např. gravitačního) může nastat i za nehomogenity některých intenzivních veličin, např. hustota plynu klesá s rostoucí hodnotou gravitačního potenciálu. I tak se jedná o rovnovážný stav, protože zde neprobíhají žádné toky.
Jeden z postulátů termodynamiky říká, že každý systém dosáhne rovnovážného stavu.